# Mormyrops zanclirostris
Mormyrops zanclirostris ist ein afrikanischer Süßwasserfisch aus der Familie der Nilhechte (Mormyridae). Er kommt im Kongobecken sowie im Kouilou, im Ogowe und im Ivindo in Gabun vor.

## Merkmale
Mormyrops zanclirostris wird maximal 27 cm lang und besitzt einen langgestreckten Körper in der Farbe von Bitterschokolade. Der Körper ist fünf- bis achtmal so lang wie hoch. Auffallen ist die langgestreckte Schnauze mit einem sehr kleinen, endständigen, in Ober- und Unterkiefer mit einer einzelnen Reihe von mehr als zwölf Zähnen besetzten Maul. Die Schnauzenlänge macht etwa 12,9 % der Standardlänge und 40 bis 42 % der Kopflänge aus. Der Augendurchmesser ist klein und beträgt 9 bis 13 % der Schnauzenlänge, die Nasenöffnungen liegen nah beieinander an der Schnauzenspitze.
Rücken- und Afterflosse sitzen weit hinten. Letztere ist lang und wird von einem einfachen Flossenstrahl und 33 bis 39 verzweigten Flossenstrahlen gestützt. Die kürzere Rückenflosse liegt über beginnt über dem 12ten bis 14ten Afterflossenstrahl, erreicht etwa 59 % der Afterflossenlänge und besitzt einen einfachen Flossenstrahl und 18 bis 20 verzweigten Flossenstrahlen. Der Schwanzflossenstiel ist doppelt so lang wie hoch und erreicht 30 % der Kopflänge. Entlang der Seitenlinie zählt man 70 bis 74 Schuppen.
Wie alle Nilhechte ist Mormyrops zanclirostris zur Elektrokommunikation und Elektroorientierung fähig. Sein elektrisches Signal ist wellenförmig und zerfällt in drei Phasen. Die erste, bei der der Kopf den Pluspol bildet ist von geringer Amplitude, gefolgt von einer größeren mit dem Kopf als Minuspol und einem weiteren größeren, bei der der Kopf wiederum den Pluspol bildet. Die Gesamtdauer des elektrischen Signals liegt bei einer Millisekunde.

## Systematik
Mormyrops zanclirostris wurde mit seiner Schwesterart Mormyrops boulengeri zeitweise einer eigenen Gattung zugeordnet, Oxymormyrus. Gattungstypisch war die lange, röhrenmäulige Schnauze. Da Oxymormyrus phylogenetisch aber innerhalb von Mormyrops steht, werden beide Arten in neueren Veröffentlichungen in diese Gattung gestellt und Oxymormyrus ist nur noch eine Untergattung von Mormyrops.

## Weblink
- Mormyrops zanclirostris in der Roten Liste gefährdeter Arten der IUCN 2013.2. Eingestellt von: Moelants, T, 2009. Abgerufen am 12. Januar 2014.